# Обрадович, Неманя (гандболист)
Неманя Обрадович (макед. Немања Обрадовиќ; род. 8 января 1991 года, Крушевац) — сербский гандболист, левый полусредний национальной сборной Сербии. Участник чемпионата Европы 2018 года и чемпионата мира 2019 года в составе сборной.

## Карьера

#### Клубная
Неманя Обрадович начинал карьеру в сербском клубе ГК «Напредак», затем выступал до 2013 года в ГК «Ягодина». В 2013 году Обрадович перешёл в ГК «Металопластика». В 2015 году Неманья Обрадович стал игроком французского клуба Валенс. В 2016 году Обрадович переходит в македонский клуб «Металург» Скопье. В 2017 году Неманя Обрадович перешёл в польскую «Вислу» Плоцк. В сезоне 2019/20 выступал за белорусский БГК им. Мешкова.

## Статистика
Статистика Немани Обрадовича в сезоне 2018/19 указана на 31.5.2019
| Сезон        | Клуб        | Лига       | Матчи | Голы | 7-метр | Голы |
| ------------ | ----------- | ---------- | ----- | ---- | ------ | ---- |
| 2017/18      | Висла Плоцк | Экстралига | 22    | 44   |        |      |
| 2018/19      | Висла Плоцк | Экстралига | 28    | 31   |        |      |
| 2018—по н.в. | Итого       | Экстралига | 50    | 75   |        |      |